# Stephanie Williams
Stephanie Turco Williams es una diplomática estadounidense. Desempeñó sus funciones diplomáticas en las Embajadas de Estados Unidos en Baréin, Jordania, Irak y Libia.
A partir de julio de 2018, ejerció el cargo de Jefa Adjunta de la UNSMIL, la Misión de Naciones Unidas en Libia. Puesto que el cargo de Jefe de la Misión y Representante Especial del Secretario General de la ONU quedó vacante desde el 3 de marzo de 2020 tras la dimisión de Ghassan Salamé, Williams ejerció en la práctica como la máxima coordinadora de la Misión de la ONU para Libia durante los meses siguientes.
Williams es responsable de haber coordinado un alto al fuego y el llamado Foro para la Paz Libio, uno de los avances más significativos en el conflicto tras años de guerra. Gracias a las negociaciones coordinadas por Williams, en febrero de 2021 este Foro para la Paz pudo alcanzar el consenso para seleccionar un nuevo Consejo Presidencial  de tres miembros y un nuevo primer ministro, que en marzo de 2021 obtuvieron la ratificación de la Cámara de Representantes de Libia, tras lo cual se formó también un nuevo Gobierno de Unidad Nacional.
En enero de 2021, el Secretario General de Naciones Unidas designó como su nuevo  Representante Especial para Libia al diplomático y exministro eslovaco Ián Kubis, que tomó posesión de su cargo y se desplazó a Libia en febrero del mismo año. 